# Rafaela Airport
Rafaela Airport är en flygplats i Argentina.   Den ligger i provinsen Santa Fe, i den centrala delen av landet, 500 km nordväst om huvudstaden Buenos Aires. Rafaela Airport ligger 101 meter över havet.
Terrängen runt Rafaela Airport är platt. Närmaste större samhälle är Rafaela, 3,9 km norr om Rafaela Airport.
Trakten runt Rafaela Airport består till största delen av jordbruksmark. Runt Rafaela Airport är det ganska glesbefolkat, med 26 invånare per kvadratkilometer.